# Desvio de Zambianchi
O desvio de Zambianchi foi uma operação realizada por Callimaco Zambianchi após a parada dos Mil em Talamone.
Zambianchi, juntamente com 64 voluntários e outros, decidiu separar-se da expedição e tentar uma insurreição nos Estados Papais, juntando-se a outros voluntários que o aguardavam. Segundo outras fontes, os voluntários do grupo de Zambianchi eram oitenta.

## Desenvolvimento
Em caso de sucesso, esperava-se que reforços fossem enviados e continuassem da Úmbria em direção às Marcas e depois para o sul. De acordo com o retrato dado por Giuseppe Cesare Abba, Zambianchi era um homem de Forlì com cerca de 50 anos de idade, robusto, rude e de pouco intelecto, que durante a República Romana prendeu e depois atirou sem ordens em três padres que, disfarçados de camponeses, tentaram entrar na cidade contornando os postos avançados. Essa ação deu a Zambianchi a reputação de exterminador de padres; alguns até disseram que Garibaldi lhe dera a tarefa do desvio para se livrar de um sujeito incômodo e até odioso. Em resposta a essa observação, outros apontaram que, se assim fosse, Garibaldi jamais teria enviado pessoas que estimava e considerava, como Guerzoni, Leardi, Locatelli, Ferrari, Fumagalli, Pittaluga, advogados, escritores, escultores e quatro médicos, como Fochi, Bandini, Soncini de Parma e Cantoni de Pavia, além de muitos outros estimados. Zambianchi era um homem de grande estatura e força, mas, embora patriota, faltava-lhe competência.
Siccoli, que havia perdido uma perna no Peru e que mais tarde se juntaria a Garibaldi na Sicília com uma expedição de mesmo nome em 7 de julho no navio Oregon, também se juntou ao grupo de Zambianchi. Guerzoni teria recebido ordens de substituir Zambianchi no comando em caso de qualquer erro ou violência injustificada na execução da ação de desvio designada, que, mesmo que tivesse pouca chance de sucesso, certamente poderia gerar confusão nos governos de Roma e Nápoles em vantagem da ação principal na Sicília.
| PLACA EM TALAMONE |
| GIUSEPPE GARIBALDI VINDO DE QUARTO HOSPEDOU-SE NESTA CASA DAS 7 À MANHÃ DE 9 DE MAIO DE 1860 PARA ORDENAR A EXPEDIÇÃO ZAMBIANCHI NOS DOMÍNIOS PAPAIS E PARA EXIGIR DA EMPRESA SICILIANA AS ARMAS ENCONTRADAS EM TALAMONE E ORBETELLO ENQUANTO AUMENTAVA SUAS TROPAS DOS ANIMOSOS MAREMMANI QUE AINDA SE OFERECERAM AOS DESAFIOS. ------------------------------- Placa na casa de Salvatore De Labar, que hospedou Garibaldi, colocada em 1887 por veteranos de Grosseto. |

No Estreito de Piombino, aguardando a chegada de Garibaldi por três dias, estava também o tartã Adelina, proveniente de Livorno com 78 voluntários toscanos a bordo, comandados por Andrea Sgarallino, que navegaram com o Piemonte e o Lombardo até Talamone. Uma vez desembarcados, juntaram-se ao grupo de Zambianchi, ajudando a atingir o número de mais de 200 voluntários, que deveriam seguir para Orvieto e Perúgia, munidos de cartazes impressos em Gênova e que convidavam as populações papais à insurreição. Segundo algumas fontes, Zambianchi avançou em território papal, causando alguns saques, mesmo que em tempos de guerra a distinção entre saque e requisição nem sempre seja fácil, de fato, segundo outras fontes, não há relatos de saques em detrimento da população civile.
O grupo de Zambianchi, após passar por Scansano, parando em Pitigliano, continuou em território papal na direção de Orvieto até a Grotte di Castro, onde por volta do meio-dia teve uma escaramuça com os gendarmes, que foram repelidos. O coronel papal, o francês Georges de Pimodan, tendo sabido da presença dos homens de Garibaldi, chegou para enfrentá-los perto de Orvieto com cerca de sessenta carabineiros. Após um breve confronto, Zambianchi e seus homens recuaram, já que de Pimodan tinha os camponeses como apoio e a chegada iminente dos zuavos era prevista. De acordo com outras fontes, os homens papais de Pimodan foram repelidos e então entraram em confronto com os gendarmes papais por causa de um tiro de rifle que se acredita ser de Garibaldi e talvez disparado por engano por um soldado papal. Tampouco parece que as populações locais da Úmbria tenham corrido em auxílio das tropas papais, que eram em grande parte estrangeiras, como as tropas papais do 1º Regimento Estrangeiro, comandadas pelo Coronel Schmidt, envolvidas nos eventos conhecidos como insurreição de Perúgia contra a população da Úmbria. Cavour, preocupado com a possível reação da França, aliada dos Estados Papais, ordenou o envio de um navio para as águas da Toscana em 10 de maio e ordenou a prisão de Zambianchi, que, entretanto, havia se retirado dos territórios papais. O coronel foi então preso e declarou que seu verdadeiro objetivo era Abruzzo. O plano de Zambianchi consistiria em distrair as tropas Bourbon, fazendo-as acreditar que Garibaldi queria cruzar os territórios papais para atacar Abruzzo. Ao fazer isso, o governo Bourbon não teria se precipitado em defender a costa siciliana com todas as suas forças, permitindo que Garibaldi a alcançasse sem complicações particulares. Zambianchi foi libertado em 1861 e partiu para a América no mesmo ano.